# Tirholmen
Tirholmen, finska: Tiirasaari, är en ö i Finland. Den ligger i Finska viken och i kommunerna Helsingfors och Esbo i landskapet Nyland, i den södra delen av landet. Ön ligger nära Helsingfors.
Öns area är 2,9 hektar och dess största längd är 280 meter i sydöst-nordvästlig riktning. Ön höjer sig omkring 10 meter över havsytan.